# آلفونسوی ششم، پادشاه لئون و کاستیا
آلفونسوی ششم (به انگلیسی: Alfonso VI of León and Castile)(حدود ۱۰۴۰/۱۰۴۱ - ۱ ژوئیه ۱۱۰۹)، ملقب به شجاع یا دلیر، پادشاه لئون (۱۰۶۵-۱۱۰۹)، گالیسیا (۱۰۷۱-۱۱۰۹)، و کاستیا (۱۰۷۲-۱۱۰۹) از خاندان خیمنز که پدرش فرناندوی یکم بود.
آلفونسو به اشراف زمین‌دار مهاجر قدرت بیشتری داد و ترکیب جمعیت شهرهای سویا، آویلا و سالامانکا را با اسکان دادن مهاجران تغییر داد. پس از امن کردن مرزها پادشاهی طایفه‌ای مسلمان تولدو در سال ۱۰۸۵ به دست آلفونسو افتاد. تولدو پیشتر پایتخت ویزیگوت‌ها بود و فتح آن آلفونسو را در جهان مسیحی مشهور کرد. با این حال این فتح بیشتر به صورت مسالمت جویانه و به تدریج طی چند دهه صورت گرفت. تا زمانی که تغییر ترکیب جمعیتی و مهاجرت‌های بزرگ انجام نگرفته بود فتح تولدو عملی نشد.
آلفونسوی ششم نخستین پادشاه مسیحی بود که شناخت دقیقی از قلمروهای طایفه‌ای مسلمان کسب کرد و تاکتیک‌های مناسب و دیپلماسی فعال را پیش از به‌کارگیری نیروی نظامی به کار بست. آلفونسو عنوان امپراتور هیسپانیا را که به تمام قلمرو مسیحی شبه جزیره ایبری نظر داشت برگزید. سیاست تهاجمی آلفونسو در قبال قلمروهای طایفه‌ای شبه جزیره باعث نگرانی آنان شد و راه را برای ورود مرابطون به بهانه کمک به مسلمانان ایبری باز کرد.